# Überlingen
Überlingen (phát âm tiếng Đức: [ˈyːbɐˌlɪŋən] ⓘ; Alemannic thấp: Iberlinge) là một thành phố của Đức nằm bên bờ phía bắc hồ Constance (Bodensee), thuộc bang Baden-Württemberg, gần biên giới Thụy Sĩ.